# Baselbieter Sportpreis
Die Baselbieter Sportpreisverleihung ist eine alljährlich vom Kanton-Basellandschaft durchgeführte Veranstaltung, an welcher Sportler, Trainer oder Funktionäre für ihre Leistungen vom Kanton geehrt werden.

## Auszeichnungen
Die Baselbieter Sportpreisverleihung wurde erstmals im Jahr 1986 ausgerichtet. Die Preise werden durch den Sport-Toto-Fonds finanziert und werden zusammen mit einer Urkunde als Geld- oder Naturalpreis verliehen. Es werden Preise in 5 verschiedenen Kategorien verliehen.
- Baselbieter Sportpreis
- Förderpreis
- Anerkennungspreis
- Fairnesspreis
- Spezialpreis

Die öffentliche Verleihung des Sport- und des Förderpreises findet jeweils gegen Ende des Jahres statt.

## Sportpreisträger
- 1986: Fritz Hänger, Basketball und Turnverein Ziefen
- 1987: Gabi Bühlmann, Schiessen
- 1988: Roland Hertner, Leichtathletik
- 1989: Fredy Armati, Trampolin
- 1990: Roger Birrer, Schwimmen
- 1991: Stefan Mutter, Radsport
- 1992: Thomas Hägler, OL und Bergsteigen
- 1993: keine Vergabe
- 1994: Jürg Friedli, Springreiten
- 1995: Wasserfahrverein Muttenz
- 1996: Daniel Plattner, Funktionär
- 1997: Martin Feigenwinter, Eisschnelllauf
- 1998: SV Muttenz
- 1999: Patrick Sutter, Eishockey
- 2000: Rico Freiermuth, Bobsport und Leichtathletik
- 2001: Ferdinand Christen, Schwingen
- 2002: Karin Hiss, Triathlon
- 2003: Roger Federer, Tennis
- 2004: Fabian Jeker, Radsport
- 2005: Ariane Gutknecht, Triathlon
- 2006: Evelyne Leu, Skiaktrobatin
- 2007: Pascal Donati, Basketball Head-Coach von NLA Club Birstal Starwings
- 2008: Roger Brennwald, Turnierdirektor Swiss Indoors und der Tischtennis-Club TTC Rio-Star Muttenz
- 2009: Volleyball-Club Sm’Aesch Pfeffingen
- 2010: Fabian Hertner, Orientierungslauf
- 2011: Till Vogt, Fallschirmspringen

## Förderpreisträger
- 1986: keine Vergabe
- 1987: keine Vergabe
- 1988: Max Frey, Behindertensport und FC Pratteln, Juniorenförderung
- 1989: Flyers Therwil, Baseball
- 1990: Gemeinde Langenbruck
- 1991: Rhönradgruppe RONDO und Rollsportgruppe Liestal
- 1992: Paul Buess, LA -Junioren TV-Rothenfluh
- 1993: Volleyball SC Therwil und Juniorinnen-Staffel SC Liestal
- 1994: EHC Laufen
- 1995: keine Vergabe
- 1996: Leichtathletikgemeinschaft Oberbaselbiet
- 1997: keine Vergabe
- 1998: Simone Aschwanden, Triathlon / Duathlon
- 1999: keine Vergabe
- 2000: keine Vergabe
- 2001: Hanna Miluska, Schwimmen und Dominik Koch, Orientierungslauf
- 2002: Nadine und Alain Gloor, Inlineskaten
- 2003: Stefan Kilchhofer, Tennis
- 2004: Sabina Hafner, Bob und Seraina Prünte, Schwimmen
- 2005: Fabian Hertner, Orientierungslauf und Roman Gisi, Kunstturnen
- 2006: Janika Sprunger, Springreiten und Marco Puglisi, Karate
- 2007: Cécile Meschberger, Rhönrad und Moritz Lüscher, Kanu und Ralph Madörin, Schwimmen und Daniel Rast, Schwimmen
- 2008: Nadia Campestrin, Judo und Darcia Leimgruber, Eishockey
- 2009: Danique Stein, Fussball und Mario Dolder, Biathlon und Marquis Richards, Leichtathletik
- 2010: Florian Staub, Fechten und Luca Fabian, Rudern und das Juniorinnen-Curling-Team des Curling-Zentrums Region Basel, Curling
- 2011: Gregori Ott, Leichtathletik und Sandro Lötscher, Sportschützen und Tobias Fankhauser, Handbike